# Södra Möre domsagas östra valkrets
Södra Möre domsagas östra valkrets var under perioden 1867–1911 en av de åtta valkretsarna för landsbygden i Kalmar län vid val till andra kammaren i den svenska riksdagen. Från och med valet 1911 uppgick valkretsen i Kalmar läns södra valkrets. 

## Riksdagsmän
- Carl Axel Mannerskantz, min 1867 (1867–1872)
- Nils Petersson, lmp 1873–1887, nya lmp 1888–1894, lmp 1895–1896 (1873–11/11 1896)
- Alfred Petersson, lmp 1897–1905, nfr 1906–1908 (1897–1908)
- Klas Malmborg, lmp (1909–1911)

## Valresultat

### 1896
| Andrakammarvalet i Sverige 1896: Södra Möre domsagas östra valkrets | Andrakammarvalet i Sverige 1896: Södra Möre domsagas östra valkrets | Andrakammarvalet i Sverige 1896: Södra Möre domsagas östra valkrets | Andrakammarvalet i Sverige 1896: Södra Möre domsagas östra valkrets | Andrakammarvalet i Sverige 1896: Södra Möre domsagas östra valkrets |
| Kandidat                                                            | Kandidat                                                            | Röster                                                              | Röster                                                              | Röster                                                              |
| Kandidat                                                            | Kandidat                                                            | Antal                                                               | %                                                                   | +− %                                                                |
| ------------------------------------------------------------------- | ------------------------------------------------------------------- | ------------------------------------------------------------------- | ------------------------------------------------------------------- | ------------------------------------------------------------------- |
|                                                                     | Nils Petersson                                                      | 105                                                                 | 92,9                                                                |                                                                     |
|                                                                     | Alfred Petersson                                                    | 3                                                                   | 2,7                                                                 |                                                                     |
|                                                                     | Övriga kandidater                                                   | 5                                                                   | 4,4                                                                 | —                                                                   |
| Antal giltiga röster                                                | Antal giltiga röster                                                | 113                                                                 |                                                                     |                                                                     |
| Kasserade röster                                                    | Kasserade röster                                                    | 0                                                                   |                                                                     |                                                                     |
| Totalt                                                              | Totalt                                                              | 113                                                                 |                                                                     |                                                                     |

| Andrakammarvalet i Sverige 1896: Södra Möre domsagas östra valkrets | Andrakammarvalet i Sverige 1896: Södra Möre domsagas östra valkrets | Andrakammarvalet i Sverige 1896: Södra Möre domsagas östra valkrets | Andrakammarvalet i Sverige 1896: Södra Möre domsagas östra valkrets | Andrakammarvalet i Sverige 1896: Södra Möre domsagas östra valkrets |
| Kandidat                                                            | Kandidat                                                            | Röster                                                              | Röster                                                              | Röster                                                              |
| Kandidat                                                            | Kandidat                                                            | Antal                                                               | %                                                                   | +− %                                                                |
| ------------------------------------------------------------------- | ------------------------------------------------------------------- | ------------------------------------------------------------------- | ------------------------------------------------------------------- | ------------------------------------------------------------------- |
|                                                                     | Alfred Petersson                                                    | 198                                                                 | 41,8                                                                |                                                                     |
|                                                                     | Närmaste kandidat                                                   | 183                                                                 | 38,6                                                                |                                                                     |
|                                                                     | Övriga kandidater                                                   | 93                                                                  | 19,6                                                                | —                                                                   |
| Antal giltiga röster                                                | Antal giltiga röster                                                | 474                                                                 |                                                                     |                                                                     |
| Kasserade röster                                                    | Kasserade röster                                                    | 7                                                                   |                                                                     |                                                                     |
| Totalt                                                              | Totalt                                                              | 481                                                                 |                                                                     |                                                                     |

Valkretsen hade 19 747 invånare den 31 december 1895, varav 907 eller 4,6 % var valberättigade. 113 personer deltog i valet, ett valdeltagande på 12,5 %. Den valda riksdagsmannen avled dock den 11 november, varpå ett omval där 481 (eller 50,6%) av 951 valberättigade deltog.

### 1899
| Andrakammarvalet i Sverige 1899: Södra Möre domsagas östra valkrets | Andrakammarvalet i Sverige 1899: Södra Möre domsagas östra valkrets | Andrakammarvalet i Sverige 1899: Södra Möre domsagas östra valkrets | Andrakammarvalet i Sverige 1899: Södra Möre domsagas östra valkrets | Andrakammarvalet i Sverige 1899: Södra Möre domsagas östra valkrets |
| Kandidat                                                            | Kandidat                                                            | Röster                                                              | Röster                                                              | Röster                                                              |
| Kandidat                                                            | Kandidat                                                            | Antal                                                               | %                                                                   | +− %                                                                |
| ------------------------------------------------------------------- | ------------------------------------------------------------------- | ------------------------------------------------------------------- | ------------------------------------------------------------------- | ------------------------------------------------------------------- |
|                                                                     | Alfred Petersson                                                    | 192                                                                 | 95,5                                                                | ▲53,7%                                                              |
|                                                                     | August Jonsson i Ölvingstorp                                        | 3                                                                   | 1,5                                                                 |                                                                     |
|                                                                     | Övriga kandidater                                                   | 6                                                                   | 3,0                                                                 | —                                                                   |
| Antal giltiga röster                                                | Antal giltiga röster                                                | 201                                                                 |                                                                     |                                                                     |
| Kasserade röster                                                    | Kasserade röster                                                    | 9                                                                   |                                                                     |                                                                     |
| Totalt                                                              | Totalt                                                              | 210                                                                 |                                                                     |                                                                     |

Valet hölls den 20 augusti 1899. Valkretsen hade 19 313 invånare den 31 december 1898, varav 971 eller 5,0 % var valberättigade. 210 personer deltog i valet, ett valdeltagande på 21,6 %.

### 1902
| Andrakammarvalet i Sverige 1902: Södra Möre domsagas östra valkrets | Andrakammarvalet i Sverige 1902: Södra Möre domsagas östra valkrets | Andrakammarvalet i Sverige 1902: Södra Möre domsagas östra valkrets | Andrakammarvalet i Sverige 1902: Södra Möre domsagas östra valkrets | Andrakammarvalet i Sverige 1902: Södra Möre domsagas östra valkrets |
| Kandidat                                                            | Kandidat                                                            | Röster                                                              | Röster                                                              | Röster                                                              |
| Kandidat                                                            | Kandidat                                                            | Antal                                                               | %                                                                   | +− %                                                                |
| ------------------------------------------------------------------- | ------------------------------------------------------------------- | ------------------------------------------------------------------- | ------------------------------------------------------------------- | ------------------------------------------------------------------- |
|                                                                     | Alfred Petersson                                                    | 132                                                                 | 97,8                                                                | ▲2,3%                                                               |
|                                                                     | Närmaste kandidat                                                   | 1                                                                   | 0,7                                                                 |                                                                     |
|                                                                     | Övriga kandidater                                                   | 2                                                                   | 1,5                                                                 | —                                                                   |
| Antal giltiga röster                                                | Antal giltiga röster                                                | 135                                                                 |                                                                     |                                                                     |
| Kasserade röster                                                    | Kasserade röster                                                    | 0                                                                   |                                                                     |                                                                     |
| Totalt                                                              | Totalt                                                              | 135                                                                 |                                                                     |                                                                     |

Valet hölls den 7 september 1902. Valkretsen hade 19 116 invånare den 31 december 1901, varav 1 052 eller 5,5 % var valberättigade. 135 personer deltog i valet, ett valdeltagande på 12,8 %.

### 1905
| Andrakammarvalet i Sverige 1905: Södra Möre domsagas östra valkrets | Andrakammarvalet i Sverige 1905: Södra Möre domsagas östra valkrets | Andrakammarvalet i Sverige 1905: Södra Möre domsagas östra valkrets | Andrakammarvalet i Sverige 1905: Södra Möre domsagas östra valkrets | Andrakammarvalet i Sverige 1905: Södra Möre domsagas östra valkrets |
| Kandidat                                                            | Kandidat                                                            | Röster                                                              | Röster                                                              | Röster                                                              |
| Kandidat                                                            | Kandidat                                                            | Antal                                                               | %                                                                   | +− %                                                                |
| ------------------------------------------------------------------- | ------------------------------------------------------------------- | ------------------------------------------------------------------- | ------------------------------------------------------------------- | ------------------------------------------------------------------- |
|                                                                     | Alfred Petersson                                                    | 187                                                                 | 100,0                                                               | ▲2,2%                                                               |
| Antal giltiga röster                                                | Antal giltiga röster                                                | 187                                                                 |                                                                     |                                                                     |
| Kasserade röster                                                    | Kasserade röster                                                    | 2                                                                   |                                                                     |                                                                     |
| Totalt                                                              | Totalt                                                              | 189                                                                 |                                                                     |                                                                     |

Valet hölls den 3 september 1905. Valkretsen hade 18 723 invånare den 31 december 1904, varav 1 087 eller 5,8 % var valberättigade. 189 personer deltog i valet, ett valdeltagande på 17,4 %.

### 1908
| Andrakammarvalet i Sverige 1908: Södra Möre domsagas östra valkrets | Andrakammarvalet i Sverige 1908: Södra Möre domsagas östra valkrets | Andrakammarvalet i Sverige 1908: Södra Möre domsagas östra valkrets | Andrakammarvalet i Sverige 1908: Södra Möre domsagas östra valkrets | Andrakammarvalet i Sverige 1908: Södra Möre domsagas östra valkrets |
| Kandidat                                                            | Kandidat                                                            | Röster                                                              | Röster                                                              | Röster                                                              |
| Kandidat                                                            | Kandidat                                                            | Antal                                                               | %                                                                   | +− %                                                                |
| ------------------------------------------------------------------- | ------------------------------------------------------------------- | ------------------------------------------------------------------- | ------------------------------------------------------------------- | ------------------------------------------------------------------- |
|                                                                     | Klas Malmborg                                                       | 336                                                                 | 56,1                                                                |                                                                     |
|                                                                     | Ernst Jeansson i Källstorp (höger)                                  | 215                                                                 | 35,9                                                                |                                                                     |
|                                                                     | Verner Medin i Voxtorp (höger och nykterist)                        | 47                                                                  | 7,8                                                                 |                                                                     |
|                                                                     | Övriga kandidater                                                   | 1                                                                   | 0,2                                                                 | —                                                                   |
| Antal giltiga röster                                                | Antal giltiga röster                                                | 599                                                                 |                                                                     |                                                                     |
| Kasserade röster                                                    | Kasserade röster                                                    | 3                                                                   |                                                                     |                                                                     |
| Totalt                                                              | Totalt                                                              | 602                                                                 |                                                                     |                                                                     |

Valet hölls den 13 september 1908. Valkretsen hade 20 106 invånare den 31 december 1907, varav 1 465 eller 7,3 % var valberättigade. 602 personer deltog i valet, ett valdeltagande på 41,1 %.